# Тёплое (Луганская область)
Тёплое (укр. Тепле) — село в Станично-Луганском районе Луганской области Украины.
Почтовый индекс — 93630. Телефонный код — 6472. Занимает площадь 4,14 км².

## География
Село расположено на реке Тёплая, в 35 километрах от районного центра и в 22 километрах от железнодорожной станции Огородный.

## Название
Первоначально населённый пункт носил название хутор Верхне-Теплый. Слово «Верхне-» использовалось для различия от названия села Нижнетёплое и указывало на географическое положение села по отношению к течению реки.

## История
Хутор Верхне-Тёплый был основан в начале XVIII веке выходцами из Черниговской, Полтавской, Воронежской губерний. В Области Войска Донского хутор входил в станицу Луганскую. На хуторе была Рождество-Богородицкая церковь; не сохранилась.
Советская власть в селе установлена в феврале 1918 года. На фронтах Великой Отечественной войны сражались 332 жителя села, из них погибли 103 человека, 222 человека были награждены орденами и медалями.
В 1970-е годы в селе располагалась центральная усадьба колхоза «Рассвет», специализирующегося на мясо-молочном производстве.

## Демография
Во второй половине XIX века в селе насчитывалось 257 дворов, проживало 816 мужчин и 894 женщины.
В 1970-е годы в селе имелось 322 двора, население составляло 1272 человека.
Население по переписи 2001 года составляло 920 человек.

## Инфраструктура
В 1970-е годы в селе имелись средняя школа, дом культуры, 2 библиотеки, 4 магазина, столовая.

## Известные люди
В селе родился живописец Георгий Мустакимов.

## Достопримечательности
В селе установлен памятник советским воинам, погибшим в боях за освобождение села во время Великой Отечественной войны.

## Местный совет
93630, Луганська обл., Станично-Луганський р-н, с. Тепле, вул. Миру, 55 (укр.)